# Laura Thorn
Laura Thorn (ur. 18 stycznia 2000 w Schifflange) – luksemburska piosenkarka. Reprezentantka Luksemburga w 69. Konkursie Piosenki Eurowizji (2025).

## Życiorys
Thorn od najmłodszych lat uczyła się teorii muzyki, gry na fortepianie, wiolonczeli, instrumentach klawiszowych, muzyki kameralnej i tańca. Od piątego roku życia występuje na scenie i bierze udział w konkursach muzycznych. Ukończyła studia z tytułem magistra teorii muzyki, pedagogiki muzyki i śpiewu popowego w IMEP w Namur, mieście w Belgii. Thorn jest nauczycielką w Konserwatorium Muzycznym w Esch-sur-Alzette.
18 listopada 2024 Laura Thorn została ogłoszona jako jedna z siedmiu finalistów eliminacji Luxembourg Song Contest 2025 mających na celu wyłonienie reprezentanta Luksemburga na Konkurs Piosenki Eurowizji 2025 rozgrywający się w Bazylei. 25 stycznia 2025 zwyciężyła z utworem  „La poupée monte le son” (fr. Lalka podkręca dźwięk) nawiązującym do utworu France Gall, który zwyciężył w konkursie w 1965 roku, tym samym Thorn otrzymała prawo do reprezentowania Luksemburga w 69. Konkursie Piosenki Eurowizji. 15 maja wystąpiła w drugim półfinale i awansowała do finału.

## Dyskografia

### Single
| Rok  | Tytuł                    | Najwyższe pozycje na listach | Najwyższe pozycje na listach | Najwyższe pozycje na listach | Najwyższe pozycje na listach | Najwyższe pozycje na listach | Najwyższe pozycje na listach | Najwyższe pozycje na listach | Album |
| Rok  | Tytuł                    | LUX                          | FIN                          | LTU                          | NLD                          | SWE Heat.                    | UK Down                      | UK Singles Sales             | Album |
| ---- | ------------------------ | ---------------------------- | ---------------------------- | ---------------------------- | ---------------------------- | ---------------------------- | ---------------------------- | ---------------------------- | ----- |
| 2025 | „La poupée monte le son” | 6                            | 46                           | 45                           | 25                           | 10                           | 40                           | 41                           | –     |